# آی‌ان‌اس بالشیل
آی‌ان‌اس بالشیل (به انگلیسی: INS Balshil) یک کشتی است که طول آن ۲۸٫۵ متر (۹۴ فوت) می‌باشد. این کشتی در سال ۲۰۰۴ ساخته شد.